# Propension à épargner
En économie la propension à épargner désigne le "taux d'épargne des ménages, mesuré par le poids de l'épargne brute dans le revenu disponible brut.
La « propension à épargner » et la propension à consommer sont étroitement liées.

## Mesures
La propension à épargner d’un ménage peut être mesurée de deux manières :
- la propension moyenne à épargner : montant de l'épargne par rapport au revenu disponible ;
- la propension marginale à épargner : variation du montant de l'épargne par rapport à la variation du revenu.